# Yüksək dəstə 1992
La Yüksək dəstə 1992  stata la prima edizione del massimo campionato di calcio azero, disputata tra il 3 maggio ed il 30 ottobre 1992 e conclusa con la vittoria del PFC Neftchi Baku, al suo primo titolo.
Capocannoniere del torneo fu Nazim Aliev (Khazar Symgayit) con 39 reti.

## Formula
Alla prima edizione del campionato azero dopo l'indipendenza dall'Unione Sovietica presero parte 26 squadre che furono divise in due gironi da 13 ciascuno e disputarono un turno di andata e ritorno. Alla fine di questa fase, le prime 12 disputarono i play-off con turno di sola andata per ulteriori 12 partite per determinare la squadra campione mentre le rimanenti 14 giocarono in un girone (sempre con un turno di sola andata) che determinò le squadre retrocesse in Birinci Divizionu
Il Gyandglik Navagi si ritirò dopo l'ottava giornata e i suoi risultati furono annullati mentre il Shirvan Kyurdamir si ritirò durante i play-out.

## Stagione regolare

### Gruppo A
|  | Pos. | Squadra                | Pt | G  | V  | N | P  | GF | GS | DR  |
|  | ---- | ---------------------- | -- | -- | -- | - | -- | -- | -- | --- |
|  | 1.   | Neftçi Baku            | 46 | 24 | 23 | 0 | 1  | 68 | 10 | +58 |
|  | 2.   | Xəzər Sumqayit}        | 43 | 24 | 21 | 1 | 2  | 68 | 6  | +62 |
|  | 3.   | İnşaatçı               | 36 | 24 | 16 | 4 | 4  | 40 | 16 | +24 |
|  | 4.   | Kur Mingechaur         | 31 | 24 | 15 | 1 | 8  | 30 | 19 | +11 |
|  | 5.   | Umud Dzalilabad        | 23 | 24 | 10 | 3 | 11 | 34 | 45 | -11 |
|  | 6.   | Şahdağ Qusar           | 23 | 24 | 8  | 7 | 9  | 20 | 25 | -5  |
|  | 7.   | FK Vilash Masalli      | 22 | 24 | 10 | 2 | 12 | 24 | 30 | -6  |
|  | 8.   | Xəzər-Lənkəran         | 21 | 24 | 8  | 5 | 11 | 23 | 34 | -11 |
|  | 9.   | Avtomibilist Yevlakh   | 21 | 24 | 8  | 5 | 11 | 21 | 41 | -20 |
|  | 10.  | Chyrakgala Skazan      | 18 | 24 | 8  | 2 | 14 | 18 | 47 | -29 |
|  | 11.  | Shirvan Shemakha       | 17 | 24 | 8  | 1 | 15 | 22 | 50 | -28 |
|  | 12.  | Energetik Ali Bairamly | 11 | 24 | 4  | 3 | 17 | 18 | 63 | -45 |
|  | 13.  | Gyandglik Navagi       | 0  | 0  | 0  | 0 | 0  | 0  | 0  | 0   |

### Gruppo B
|  | Pos. | Squadra           | Pt | G  | V  | N | P  | GF | GS | DR  |
|  | ---- | ----------------- | -- | -- | -- | - | -- | -- | -- | --- |
|  | 1.   | Turan Tovuz       | 37 | 24 | 18 | 1 | 5  | 40 | 11 | +29 |
|  | 2.   | Gəncə             | 34 | 24 | 14 | 6 | 4  | 54 | 18 | +36 |
|  | 3.   | Qarabağ           | 32 | 24 | 13 | 6 | 5  | 50 | 17 | +33 |
|  | 4.   | İnşaatçı          | 30 | 24 | 13 | 4 | 7  | 28 | 18 | +10 |
|  | 5.   | Tərəqqi           | 25 | 24 | 10 | 5 | 9  | 24 | 20 | +4  |
|  | 6.   | Kurmuk Kakhi      | 24 | 24 | 9  | 6 | 9  | 48 | 45 | +3  |
|  | 7.   | Avei Agstafa      | 23 | 24 | 11 | 1 | 12 | 30 | 33 | -3  |
|  | 8.   | Dashgyn Zagataly  | 23 | 24 | 10 | 3 | 11 | 33 | 32 | +1  |
|  | 9.   | Azeri Baku        | 22 | 24 | 10 | 2 | 12 | 33 | 38 | -5  |
|  | 10.  | Pambygchi Barda   | 22 | 24 | 9  | 4 | 11 | 26 | 35 | -9  |
|  | 11.  | Plastik Salyany   | 21 | 24 | 10 | 1 | 13 | 32 | 40 | -8  |
|  | 12.  | Göyəzən Qazax     | 16 | 24 | 7  | 2 | 15 | 27 | 44 | -17 |
|  | 13.  | Shirvan Kyurdamir | 3  | 24 | 1  | 1 | 22 | 10 | 84 | -74 |

Legenda:

      Ammessa ai play-off
      Ammessa ai play-out
Note:

Due punti a vittoria, uno a pareggio, zero a sconfitta.

## Seconda fase

### Playoff
|                        | Pos. | Squadra              | Pt | G  | V  | N | P  | GF  | GS | DR  |
| ---------------------- | ---- | -------------------- | -- | -- | -- | - | -- | --- | -- | --- |
| Azerbaigian (bandiera) | 1.   | PFC Neftchi Baku     | 62 | 36 | 30 | 2 | 4  | 104 | 23 | +81 |
|                        | 2.   | Xəzər Sumqayit       | 57 | 36 | 27 | 3 | 6  | 100 | 24 | +76 |
|                        | 3.   | Turan Tauz           | 56 | 36 | 26 | 4 | 6  | 62  | 24 | +38 |
|                        | 4.   | Karabakh Agdam       | 55 | 36 | 24 | 7 | 5  | 76  | 26 | +50 |
|                        | 5.   | Kyapaz Gyandzha      | 54 | 36 | 23 | 8 | 5  | 98  | 29 | +69 |
|                        | 6.   | Inshaatchi Baku      | 48 | 36 | 21 | 6 | 9  | 52  | 28 | +24 |
|                        | 7.   | Kur Mingechaur       | 41 | 36 | 19 | 3 | 14 | 50  | 39 | +11 |
|                        | 8.   | Inshaatchi Sabirabad | 34 | 36 | 14 | 6 | 16 | 36  | 42 | -6  |
|                        | 9.   | Taraggi Baku         | 32 | 36 | 13 | 6 | 17 | 39  | 49 | -10 |
|                        | 10.  | Kurmuk Kakhi         | 31 | 36 | 12 | 7 | 17 | 57  | 82 | -25 |
|                        | 11.  | Umud Dzalilabad      | 29 | 36 | 12 | 5 | 19 | 48  | 78 | -30 |
|                        | 12.  | Şahdağ Qusar         | 29 | 36 | 11 | 7 | 18 | 34  | 54 | -20 |

### Playout
|  | Pos. | Squadra                | Pt | G  | V  | N | P  | GF | GS | DR  |
|  | ---- | ---------------------- | -- | -- | -- | - | -- | -- | -- | --- |
|  | 13.  | Avei Agstafa           | 42 | 38 | 20 | 2 | 16 | 49 | 54 | -5  |
|  | 14.  | FK Vilash Masalli      | 42 | 38 | 19 | 4 | 15 | 54 | 41 | +13 |
|  | 15.  | FK Khazar Lenkoran     | 42 | 38 | 17 | 8 | 13 | 40 | 44 | -4  |
|  | 16.  | Dashgyn Zagataly       | 41 | 38 | 19 | 3 | 16 | 48 | 52 | -4  |
|  | 17.  | Pambygchi Barda        | 41 | 38 | 17 | 7 | 14 | 42 | 44 | -2  |
|  | 18.  | Azeri Baku             | 40 | 38 | 17 | 6 | 15 | 53 | 49 | +4  |
|  | 19.  | Plastik Salyany        | 38 | 38 | 18 | 2 | 18 | 44 | 60 | -16 |
|  | 20.  | Shirvan Shemakha       | 34 | 38 | 16 | 2 | 20 | 42 | 67 | -25 |
|  | 21.  | Avtomobilist Yevlakh   | 34 | 38 | 13 | 8 | 17 | 33 | 58 | -25 |
|  | 22.  | Chyrakgala Skazan      | 32 | 38 | 15 | 2 | 21 | 35 | 68 | -33 |
|  | 23.  | Goyazan Kazakh         | 26 | 38 | 12 | 2 | 24 | 37 | 70 | -33 |
|  | 24.  | Energetik Ali Bairamly | 17 | 38 | 7  | 3 | 28 | 28 | 91 | -63 |
|  | 25.  | Shirvan Kyurdamir      | 7  | 26 | 3  | 1 | 22 | 10 | 84 | -74 |
|  | 26.  | Gyandglik Navagi       | 0  | 38 | 0  | 0 | 38 | 0  | 0  | 0   |

Legenda:

      Campione di Azerbaigian
      Retrocessa in Birinci Divizionu
Note:

Due punti a vittoria, uno a pareggio, zero a sconfitta.

## Verdetti
- Campione: PFC Neftchi Baku
- Retrocessa in Birinci Divizionu:Plastik Salyany, Shirvan Shemakha, Avtomobilist Yevlakh, Chyrakgala Skazan, Goyazan Kazakh, Energetik Ali Bairamly, Shirvan Kyurdamir, Gyandglik Navagi

## Classifica marcatori
| Gol |  |  | Giocatore            | Squadra          |
| --- |  |  | -------------------- | ---------------- |
| 39  |  |  | Nazim Aliev          | Khazar Symgayit  |
| 36  |  |  | Samir Alekberov      | PFC Neftchi Baku |
| 30  |  |  | Mekhman Allahverdiev | Kyapaz Gyandzha  |
| 29  |  |  | Yunis Guseynov       | PFC Neftchi Baku |